# Opération Calendar
Campagnes d'Afrique, du Moyen-Orient et de Méditerranée (1940-1945)
Batailles
1940
- Vado
- Siège de Malte
- Club Run
- Convoi Espero
- Mers el-Kébir
- Punta Stilo
- Cap Spada
- Hurry
- Cap Passero
- MB.8
- Tarente
- Détroit d'Otrante
- White
- Cap Teulada

1941
- Excess
- Convoi AN 14
- Grog
- Abstention
- Baie de La Sude
- Cap Matapan
- Îles Kerkennah
- Crète
- Galite
- Substance
- Halberd
- Convoi Duisburg
- Cap Bon
- Syrte (1941)
- Rade d'Alexandrie

1942
- Syrte (1942)
- Calendar
- Bowery
- Albumen
- Harpoon
- Vigorous
- Pedestal
- Agreement
- Torch
- Stoneage
- Sabordage de la flotte française à Toulon
- Portcullis
- Banc de Skerki
- Olterra (navire auxiliaire)
- Raid sur Alger

1943
- Zouara
- Convoi de Cigno
- Convoi de Campobasso
- Corkscrew
- Husky
- Gela
- Scylla
- Pietracorbara
- Dodécanèse
  - Rhodes
  - Leros
  - Kos
- Convoi KMF-25A

1944
- Ist
- Raid sur Santorin
- Raid sur Symi
- Port-Cros
- La Ciotat
- Île de Pag

1945
Mer Ligure
- Convois alliés
  - convois de Malte
- Campagne des U-boote
- Campagne adriatique

L' Opération Calendar était une opération conjointe anglo-américaine de transport d'avions de combat Supermarine Spitfire de Gibraltar à Malte pendant le Siège de Malte pendant la Campagne de Méditerranée de la Seconde Guerre mondiale. Elles s'est déroulée du 14 au 19 avril 1942, dans le cadre des missions connues sous le nom de Club Run, dans le but de transférer des avions de combat à Malte, afin de renforcer les défenses de l'île, soumise pendant des mois à l'offensive des forces aériennes de l'Axe.

## Contexte

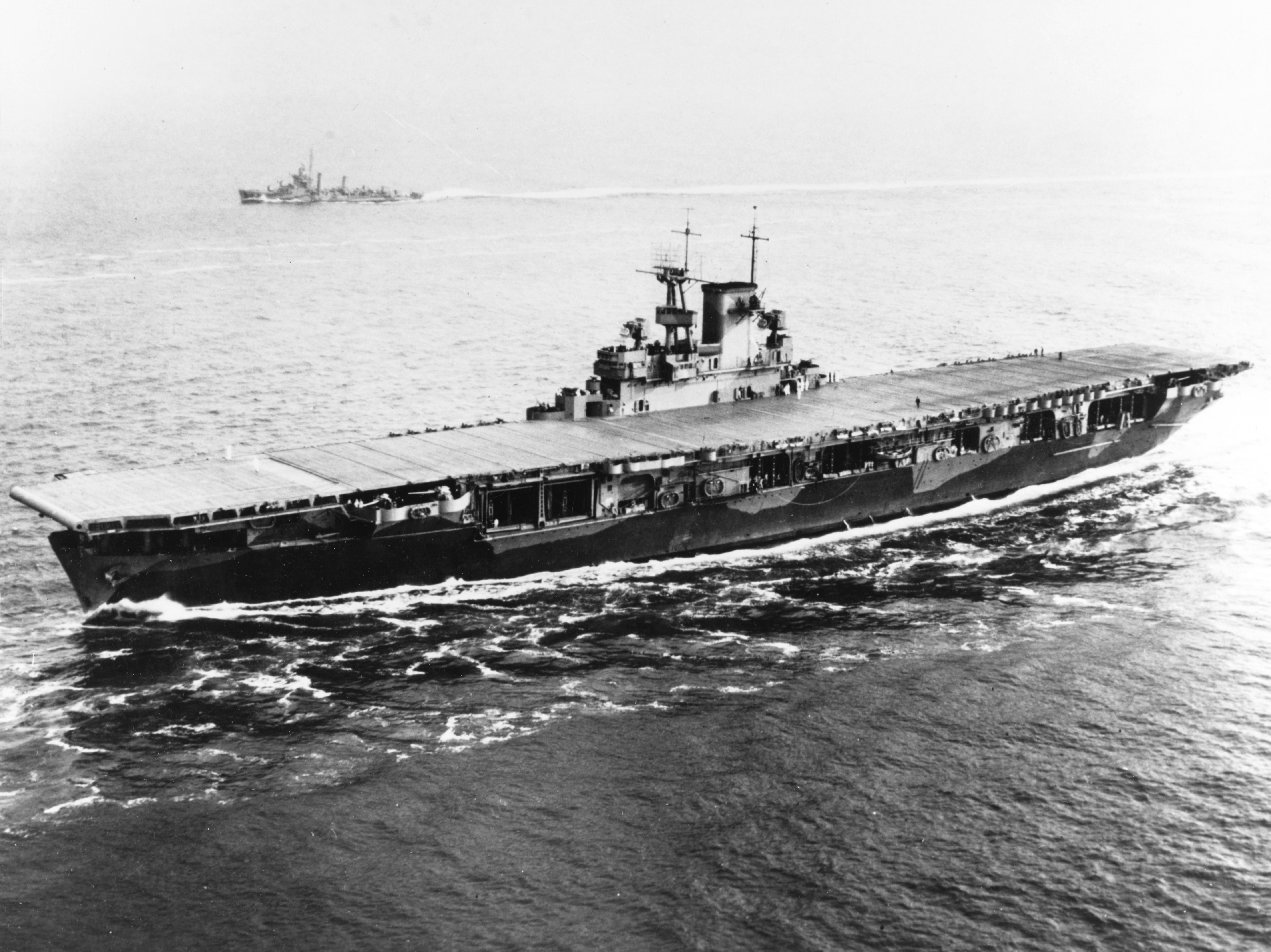
USS Wasp le 26 mai 1942

Les livraisons «Club Run» exigeaient que les chasseurs à courte portée soient chargés sur un porte-avions en Grande-Bretagne ou à Gibraltar et emmenés à portée de vol de Malte. Il y eut plusieurs livraisons plus tôt, mais à ce moment, aucun transporteur britannique approprié n'était disponible. La situation était urgente, ainsi, après une demande personnelle du Premier ministre britannique, Winston Churchill au président américain Franklin D. Roosevelt , le porte-avions américain USS Wasp a été prêté pour un "Club Run".

## Opération
Wasp a embarqué 52 avions de Shieldhall sur la rivière Clyde, du No. 601 Squadron RAF (en) et du No. 603 Squadron RAF (en), avec les pilotes le 13 avril. Les avions à transporter étaient des Supermarine Spitfire équipés de réservoirs de carburant externes pour étendre leur autonomie. Les réservoirs auxiliaires fuyaient, certaines radios ne fonctionnaient pas et même l'armement posait des problèmes. Les Spitfire destinés à Malte n'avaient pas les deux mitrailleuses de 0,303 pouce (7,7 mm).

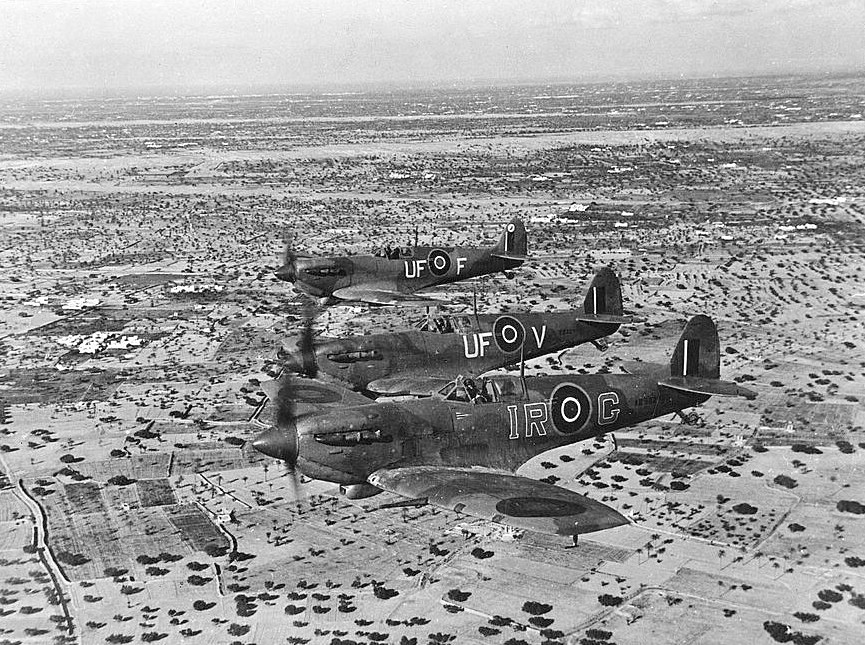
Spitfire, Escadron n°601

Wasp appareilla de Glasgow le 14 avril 1942 avec son escorte, les destroyers USS Lang et Madison, et a été rejoint par le croiseur de bataille britannique HMS Renown et son escorte, les HMS Inglefield, Ithuriel, Echo et Partridge. Lorsque cet escadron, nom de code Force W, atteignit Gibraltar lors de la nuit du 18 au 19 avril, ils furent rejoints par les croiseurs HMS Charybdis et HMS Cairo et les destroyers HMS Westcott, Wishart, Vidette, Wrestler et Antelope. Lors des préparatifs finals, les fuites de carburant ont été détectées, mais trop tard pour être corrigées.
Le 20 avril, le Wasp , avec 48 Spitfires et une couverture aérienne de Grumman F4F Wildcat, prit la route de Malte.

## Conséquences
Le transport de l'Opération Calendar, bien qu'arrivé à bon port, a été vain. La Luftwaffe a anticipé l'arrivée des Spitfire et bombardé l'aérodrome de Ta'Qali quelques minutes après leur arrivée. En effet, les opérateurs de la compagnie d'interception radio de la Luftwaffe située à Pantelleria en Sicile ont pu établir le moment exact où les Spitfire atterriraient sur l'aéroport de Ta'Qali. La plupart ont été bombardés au sol et dans les 48 heures, tous ont été détruits.
Le gouverneur de l'île, le lieutenant général Sir William Dobbie, a signalé que la situation locale était critique. Il a été bientôt remplacé par Lord Gort : l’opinion était qu’il aurait dû assurer une protection adéquate aux Spitfire et à un convoi antérieur qui avait été coulé dans le port. La perte de cet arrivage de Spitfire a rendu l'Opération Bowery ultérieure encore plus essentielle.